# Districtul Wihan Daeng
Wihan Daeng (în thailandeză วิหารแดง) este un district (Amphoe) din provincia Saraburi, Thailanda, cu o populație de 33.883 de locuitori și o suprafață de 204,5 km².

## Componență
Districtul este subdivizat în 6 subdistricte (tambon).
| Nr. | Nume         | În thailandeză |
| --- | ------------ | -------------- |
| 1.  | Nong Mu      | หนองหมู         |
| 2.  | Ban Lam      | บ้านลำ          |
| 3.  | Khlong Ruea  | คลองเรือ        |
| 4.  | Wihan Daeng  | วิหารแดง        |
| 5.  | Nong Suang   | หนองสรวง       |
| 6.  | Charoen Tham | เจริญธรรม       |